# Ruth Knorr
Ruth Knorr (* 27. Juli 1927 in Glauchau; † 18. November 1978 in Berlin) war eine deutsche Buchgrafikerin.

## Biografie
Ruth Knorr war die Tochter eines Schreib- und Papierwarenhändlers. Sie besuchte die Handelsschule, arbeitete in einer Gärtnerei und nach dem Tod ihres Vaters im elterlichen Laden. Nach Kriegsende absolvierte sie einen Neulehrerkurs und war von 1948 bis 1951 in Glauchau Grundschullehrerin für Biologie und Deutsch. Daneben beschäftigte sie sich mit Graphik und Malerei. Von 1951 bis 1957 studierte sie an der Hochschule für bildende und angewandte Kunst Berlin-Weißensee, u. a. bei Arno Mohr und Werner Klemke. Nach dem Abschluss als Diplom-Grafikerin arbeitete sie als Illustratorin und Grafikerin in Berlin. Dabei wurde sie von dem Kunsthistoriker Wilhelm Fraenger gefördert, der ihr freundschaftlich zugetan war.
Knorr schuf Illustrationen zu 38 Büchern. Dabei kam sie mit ihrer Darstellungsweise den technischen Spezifika des polygrafischen Verfahrens soweit entgegen, dass die Abbildungen im hohen Auflagendruck einer Buchhandelsausgabe den Charakter autorisierter Originalgrafik tragen. Ihr Kollege Volker Pfüller bescheinigt „ihre große Energie beim Experimentieren mit der Drucktechnik. Sie hat immer versucht, den Reproduktionsapparat in ihre Arbeit einzubeziehen. Der fertige Druck war ihr Original. Deshalb haben ihre Arbeiten die Unmittelbarkeit von Originalgraphik, ja, sie sind Originalgraphiken im Buch.“ Damit ist sie für eine ganze Generation von Buchillustratoren maßgeblich geworden. Der Illustrator Hans Ticha bezeichnete sie als eine der wichtigsten Personen der Buchgrafik nach 1945.
Ein künstlerischer Teilnachlass Ruth Knorrs befindet sich in der Kinder- und Jugendbuchabteilung der Staatsbibliothek zu Berlin. Der Gebrauchsgrafiker Hans-Joachim Schauß schenkte dem Bilderbuchmuseum Burg Wissem in Troisdorf seine Ruth-Knorr-Sammlung.

## Ehrungen
- 1965: Bronzemedaille der Internationalen Buchkunstausstellung in Leipzig
- 1963, 1968, 1972 und 1974 gehörten von Knorr illustrierte Bücher zu den „Schönsten Büchern der DDR“.

## Buchillustrationen
- Charles Dickens: Weihnachtserzählungen. Verlag der Nation, Berlin 1959.
- Hans Christian Andersen: Mein Leben ist ein schönes Märchen. Union-Verlag, Berlin 1961.
- Eliza Orzeszkowa: Die Hochwohlgeborenen. Verlag der Nation, Berlin 1961.
- Charles De Coster: Flämische Mären. Union-Verlag, Berlin 1963. (Schönstes Buch des Jahres)
- Johann Wolfgang von Goethe: Novellen. Verlag der Nation, Berlin 1964.
- Arnold Zweig: Der Spiegel des großen Kaisers. Verlag der Nation, Berlin 1964
- Sergiu Farcasan: Arche Noah im Weltraum; Verlag Volk und Welt, Berlin 1964.
- Joachim Kupsch: Das Buch Chons. Eulenspiegel Verlag, Berlin 1967. (Schönstes Buch des Jahres)
- Ilse Schneider, Johannes Schneider: Gesta Romanorum. Unionsverlag, Berlin 1968.
- Hoffmanns Erzählungen. Aus dem Werk des Dichters E.T.A. Hoffmann. Verlag der Nation, Berlin 1969.
- Hans-Jörg Rother: Poesiealbum 39.  Verlag Neues Leben, Berlin 1970.
- Jurij Brězan: Der Mäuseturm. Verlag Neues Leben, Berlin 1970.
- Konrad Fialkowski: Die fünfte Dimension. Verlag Das Neue Berlin, 1971.
- Karl A. Hall: Verrückte Strafrechtsfälle. Elwert-Verlag, Marburg.
- Gottfried Keller: Die missbrauchten Liebesbriefe. Insel-Verlag, Leipzig 1972 (Insel-Bücherei 243/2B)
- Charles Dickens: Ein Weihnachtslied in Prosa; Verlag der Nation, Berlin 1972.
- Gottfried Keller: Spiegel, das Kätzchen. Märchen. Verlag der Nation, Berlin 1972.
- E. T. A. Hoffmann: Meister Floh. Union-Verlag, Berlin 1972.
- Ilse und Johannes Schneider: Die wundersamen Geschichten des Caesarius von Heidenheim. Union-Verlag, Berlin 1972. (Schönstes Buch des Jahres)
- Johanna Braun, Günter Braun: Der Irrtum des großen Zauberers. Das Neue Berlin, Berlin 1972.
- Alan Marshall: Windgeflüster. Der Kinderbuchverlag Berlin 1973 (Schönstes Buch des Jahres)
- Margarete Riemschneider: Ruhmreiches Rhodos. Koehler und Amelang, Leipzig 1973.
- Günther Deicke: Poesiealbum 70. Verlag Neues Berlin 1973
- Günter und Johanna Braun: Der Irrtum des großen Zauberers. Verlag Das Neue Berlin, 1974.
- Du alter Riesenhupf. Schwedische Märchen. Reclam, Leipzig 1974.
- Peter Addams: Mord im Schloß - Kriminalgroteske. Verlag der Nation, Berlin 1974.
- Rainer Kirsch: Die Perlen der grünen Nixe. Ein mathematisches Märchen. Verlag Junge Welt, Berlin 1975.
- Theodor Kramer: Poesiealbum 96. Verlag Neues Berlin, 1975.
- Bernd Jentzsch: Ratsch und ade! Sieben jugendfreie Erzählungen. Mit einem „Nach-Ratsch“. Hinstorff, Rostock 1975,
- Hans Hüttner: Beowulf. Der Kinderbuchverlag, Berlin 1975,
- Nikolai Chaitow: Der Drache. Der Kinderbuchverlag, Berlin 1975,
- Hannelore Menke(Hrsg.): Der unheimliche Fahrstuhl. Der Kinderbuchverlag, Berlin 1976,
- Norwegische Märchen, Reclam, Leipzig 1977,
- Eliza Orzeszkowa: Marta. Verlag der Nation, Berlin 1978,
- Giambattista Basile: Die verzauberte Hirschkuh und andere Märchen. Der Kinderbuchverlag, Berlin 1978, (letztes von Ruth Knorr illustriertes Buch).
- Ludwig Tieck: Merkwürdige Lebensgeschichte Sr. Majestät Abraham Tonelli. Verlag der Nation, Berlin 1983.

## Essayistische Publikation Ruth Knorrs
- Versuch, meine Technik zu beschreiben. In: Marginalien, Berlin, 21. H. 1965, S. 29–33

## Ausstellungen (unvollständig)

### Personalausstellungen
- 1958: Berlin, Deutsche Bücherstube (mit Werner Klemke und Dieter Tucholke)
- 1980: Berlin, Galerie im Turm (Illustration, Graphik, Experimente)
- 1987: Berlin, Galerie am Prater

#### Postum
- 1984: Troisdorf, Museum der Stadt Troisdorf, und
- 1985: München, Internationale Jugendbibliothek („Bilderbuchkunst in der DDR II. Ruth Knorr, G. Ruth Mossner, Gisela Neumann, Nuria Quevedo, Regine Röder, Elizabeth Shaw“)

### Teilnahme an zentralen und wichtigen regionalen Ausstellungen in der DDR
- 1957: Berlin, Ausstellungspavillon Werderstraße („Junge Künstler der DDR“)
- 1967/1968, 1972/1973 und 1977/1978: Dresden, VI. Deutsche Kunstausstellung und VII. und VIII. Kunstausstellung der DDR
- 1979: Berlin, Ausstellungszentrum am Fernsehturm („Buchillustrationen in der DDR. 1949–1979“)

## Einzelnachweis
1. ↑  Volker Pfüller: Goldenes Handwerk in hohen Auflagen. In: Hans-Joachim Schauß (Hrsg.): Die Bilderwelt der Ruth Knorr. Berlin 1989.

| Personendaten    | Personendaten           |
| ---------------- | ----------------------- |
| NAME             | Knorr, Ruth             |
| KURZBESCHREIBUNG | deutsche Buchgrafikerin |
| GEBURTSDATUM     | 27. Juli 1927           |
| GEBURTSORT       | Glauchau                |
| STERBEDATUM      | 18. November 1978       |
| STERBEORT        | Berlin                  |